# Spilosoma elbursi
Spilosoma elbursi là một loài bướm đêm thuộc phân họ Arctiinae, họ Erebidae.